# Gutiérrez (Colombia)
Gutiérrez è un comune della Colombia facente parte del dipartimento di Cundinamarca.
Il centro abitato venne fondato da Mauricio Ruiz nel 1868.